# Louizalaan

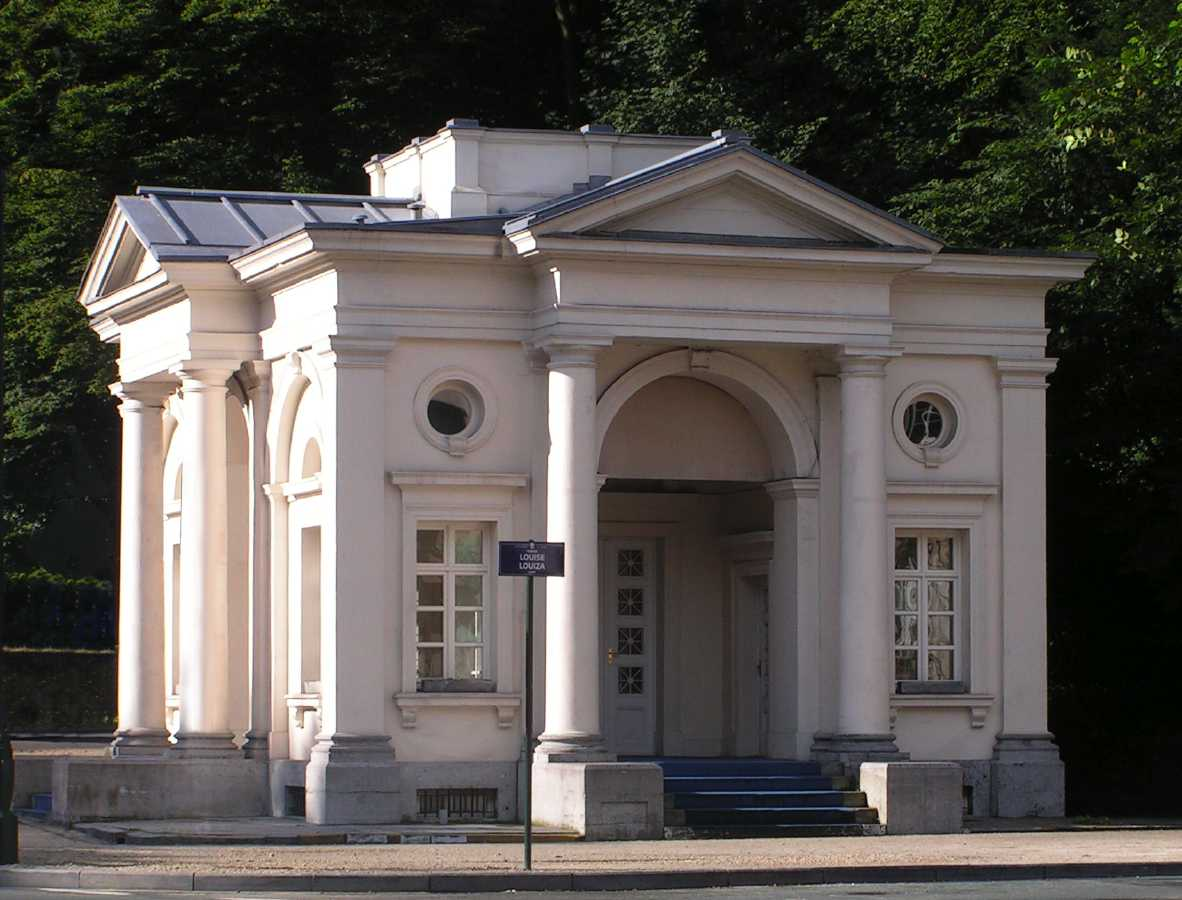
De ingang van het Ter Kamerenbos aan de Louizalaan

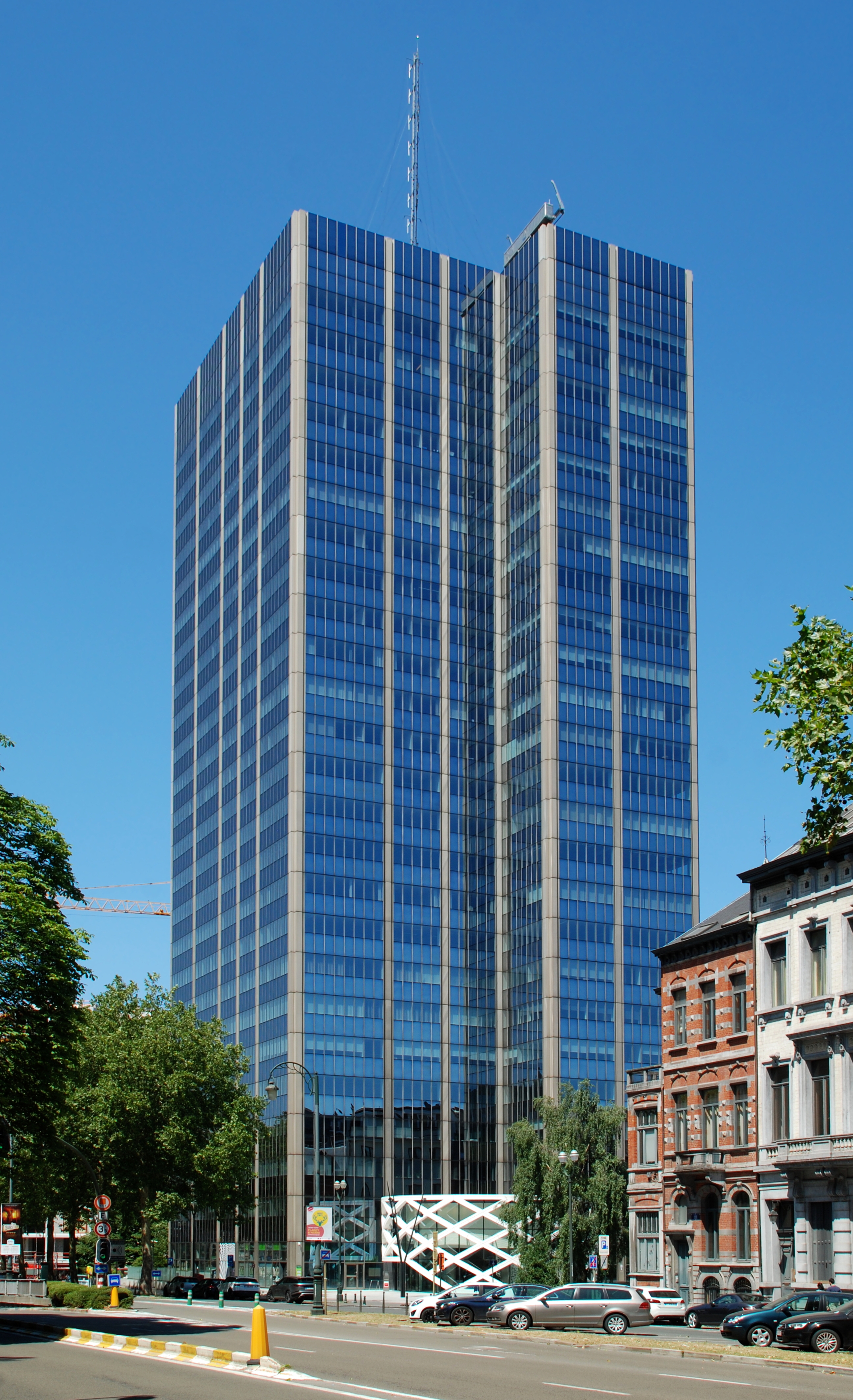
Blue Tower

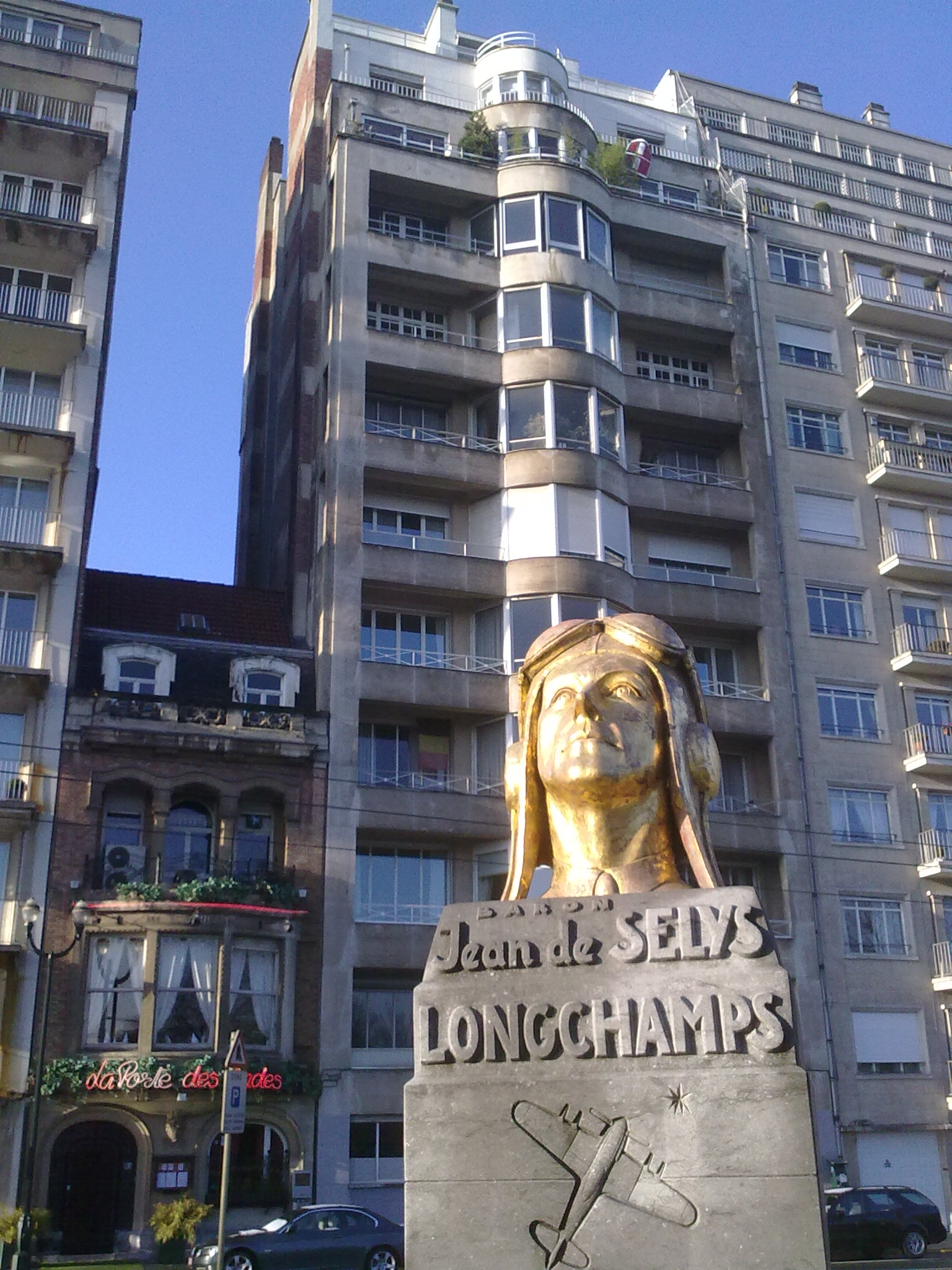
Monument ter gedachtenis van Jean de Selys voor het in 1943 aangevallen gebouw.

De Louizalaan (Frans: Avenue Louise) is een lange laan in de Belgische hoofdstad Brussel. De laan loopt van het Louizaplein naar het Ter Kamerenbos in het zuiden van Brussel, over een lengte van circa 2,7 kilometer. De laan is vernoemd naar prinses Louise, de oudste dochter van koning Leopold II. De laan telt naast winkels buitenlandse ambassades en historische monumenten.
Het deel van de Louizalaan tussen het Louizaplein en het Stefaniaplein wordt de flessenhals genoemd, omdat daar de laan het smalst is. De laan is onderdeel van de zuidelijke uitbreiding van Brussel.

## Geschiedenis
De laan ontstond in 1847, toen het idee werd gelanceerd om een brede, rechtlijnige laan met kastanjebomen aan te leggen tussen Brussel (Louizaplein) en het Ter Kamerenbos. Op de definitieve naam van het project was het toen nog ruim een decennium wachten, tot de geboorte van een prinses aan het Belgische hof naar wie de laan werd vernoemd. Deze stadsboulevard was bedoeld voor de aristocraten en gegoede burgers die behoefte hadden aan groen. Bij de aanleg werd ook in een middendeel voorzien dat gereserveerd was voor ruiters en koetsen.
De Louizalaan en het Ter Kamerenbos lagen aanvankelijk in de gemeente Elsene. In 1864 werden de laan, met een strook erlangs, en het bos bij de gemeente Brussel ingedeeld. Sindsdien bestaat de gemeente Elsene uit twee delen aan weerszijden van de laan.
Een groot deel van de weg werd afgebroken na 1950, waarbij de belangrijkste kruispunten ondertunneld werden voor de wereldtentoonstelling van 1958. Het noordelijk deel is verdiept aangelegd en telt drie ongelijkvloerse kruisingen. De drie tunnels zijn, van noord naar zuid, de Stefaniatunnel, de Baljuwtunnel en de korte Vleurgattunnel.
De laan is tevens een commerciële slagader van de stad.

## Gebouwen en monumenten
Aan de Louizalaan bevindt zich het Hotel Solvay, een herenhuis dat ontworpen is door Victor Horta. Ook de Blue Tower, met het hoogste dak van Brussel, en de Abdij Ter Kameren staan in de Louizalaan. Het einde van de Louizalaan wordt gemarkeerd door twee tolhuisjes die tot de afschaffing van de heffing in 1868 aan de Naamsepoort stonden.
De piloot Jean de Selys Longchamps heeft hier een buste als eerbetoon voor zijn aanval op het Gestapo-hoofdkwartier ter hoogte van nummer 453. Ook burgemeesters Karel Buls en Emile De Mot prijken hier voor hun aandeel in de aanleg van de straat.
Ook de V-sculptuur van Olivier Strebelle is samen met een beeld van Leopold II aan de tuin van de koning te zien. Op de middenberm even verderop staat Weggelopen negerslaven verrast door honden, een beeldengroep van Louis Samain geplaatst in 1895.
De oneven nummers tussen 535 en 587 zijn huizen aan een doodlopende privéstraat, geheten Bossquare. Hier wonen onder andere Anders Fogh Rasmussen en François-Xavier de Donnea.

## Postcodes en gemeenten
In tegenstelling tot de andere straten van de zuidelijke uitbreiding van Brussel, aan welke de gewone postcode 1000 van de Stad Brussel is aangebracht, draagt als uitzondering de Louizalaan de postcode 1050 van de doorgesneden gemeente Elsene,. Ook de achter- en zijstraten van de Louizalaan, die telkens voor enkele gebouwen nog in Brussel liggen, hebben het postnummer 1000,.
Een deel van de flessenhals, de hierboven vermelde versmalling die de handelswijk vormt, ligt aan beide kanten (n° 1-53 en n° 2-22) in de gemeente Sint-Gillis. De Stad Brussel is hier enkel bevoegd voor de openbare weg. Deze wordt echter beheerd door het Brussels gewest. Dit vormt een zeer kleine exclave van Sint-Gillis in het noordoosten van de gemeente. In dit deel van de Louizalaan heeft de gemeente Sint-Gillis ook de Elsense postcode 1050.
Om verwarring te vermijden gebruiken overheidsdiensten administratieve postcodes die niet overeenkomen met de codes van bpost: 1051 voor Brussel en 1052 voor Sint-Gillis.

## Trivia
- De straat bevat de ambassades van Brazilië en Paraguay en verkeersbureaus van Italië en Marokko.
- De straat bevat ook enkele voorname en bekende bedrijven zoals het huis van Natan, de headhunter Korn/Ferry, advocatenkantoren Afschrift en Hirsch & Vanhaelst en een dealer van McLaren.